# YH-32 (航空機)
ヒラー YH-32 ホーネット
展示されているYH-32 ホーネット
- 用途：研究
- 分類：試作ヘリコプター
- 設計者：ヒラーエアクラフト
- 製造者：ヒラーエアクラフト
- 運用者：アメリカ陸軍
- 生産数：12 機
- 運用状況：退役

ヒラーYH-32 ホーネット ( Hiller YH-32 Hornet ) は主回転翼先端にラムジェットを取り付けたチップジェット方式の1950年代始めのヘリコプターである。
ヒラー HJ-1として1950年に開発された。1952年にアメリカ陸軍が評価用に12機を発注し、YH-32の制式記号を与えた。
自重250kg程の軽量な機体の回転翼の翼端にヒラー8RJ2Bラムジェットエンジンを装備し、その推力で回転翼を回転させ離陸する構造であった。ロケット弾などを装備するテストが行われた。
しかし、航続距離が50kmほどの性能では実用的な用途に使える可能性はなかったと思われる。

## 露呈した難点
燃料消費が激しく (燃費が悪い) 飛行可能な時間が短く、航続距離が乏しいという欠陥のほかに、YH-32 に限らずチップジェット試験機 マクドネル XV-1・コンバーチプレーン や、ヒューズ XV-9（ モデル385 ）の試験飛行と運用歴においても、 " 回転翼の羽根から噴出される、高圧・高温ガスの排出音が大変に騒がしかった。"  と報告書が書かれている ほどで、翼端ラムジェットエンジンの「ヒラーYH-32 ホーネット」も 1954年の春に、ラムジェットエンジンの騒音を打ち消すように設計された高さ 5.5 m 、直径 12 m の防音障壁丸屋根・円筒状建物の建設によって騒音を大幅に減少させる必要があるほどだった。 
しかし機体の全てを覆い隠すほどの規模のドーム状の障壁を建設する必要性は、チップジェットの騒音問題の深刻さを暗示している。
この問題はチップジェットの機構に起因する本質的な欠陥であり、改善の余地は無かった。
外部ラムジェット設置式のチップジェットでは、一般的にオートローテーションが困難であるが、YH-32 においては、ラムジェットが停止した場合にエンジンを通る空気流路を閉じて抵抗を大幅に減少させ、オートローテーションを行うことは可能だった。
しかし翼端ラムジェットのポッドが持つ固有の高い抗力は、動力が遮断されたときに羽根角度を（従来型のヘリコプターと比較して）極端な負の角度に設定しなければならなかったことを意味し、これはオートローテーション中に YH-32 ホーネットが 毎秒15 m もの降下率で急降下することにつながった。 
非常に熟練した操縦士だけが接地の直前に回転翼の迎角を増加させるフレア操作を行うことで、この急降下を抑制することが出来たが、標準的な技量の操縦士には困難だった。

## 性能･主要諸元(YH-32)

### 概要
- 乗員：　2名
- 主回転翼直径：　23 ft 0 in (6.9 m)
- 全高：7 ft 10 in (2.4 m)
- 円板面積：　402 ft2 (37.4 m2)
- 円板荷重：2.7 ft2 (13 m2)
- 自重：　544 lbs (244.8 kg)
- 全備重量：　1,080 lbs (486 kg)
- 発動機：　2x ヒラー8RJ2B ラムジェット,推力 40 lb (178 N)

### 性能
- 最大速度： 80 mph (129 km/h)
- 巡航速度： 69 mph (111 km/h)
- 超過禁止速度: 測定されなかったため、不明
- 初期上昇率： 700 ft/min ( 213 m/min )
- 航続距離：　28 miles ( 52 km )
- 上昇限度：　6,900 ft ( 2,100 m )
- 上昇率：　700 ft/min ( 213 m/min )